# Serena Vitale
Serena Vitale est une traductrice et femme de lettres italienne née à Brindisi en 1945.

## Biographie
Originaire des Pouilles, Serena Vitale s’installe à Rome en 1958 avec sa mère et l’un de ses frères.
Élève d’Angelo Maria Ripellino, elle se lance dans l’étude du russe, allant à Moscou de 1967 à 1968 pour approfondir ses connaissances. C’est dans la maison de Ripellino qu’elle rencontre en 1969 pour la première fois le poète Giovanni Raboni. L'année suivante, elle commence une longue cohabitation avec lui, qui culmine par un mariage en décembre 1979. Le mariage fait naufrage deux ans plus tard, quand Raboni a une liaison avec Patrizia Valduga.
En 1972, elle est professeur de langue russe à l'université de Gênes.
Elle vit à Milan où elle est professeur de littérature russe à l’université catholique du Sacré-Cœur.

## Carrière littéraire
Elle est l’autrice de nombreux essais et études sur des écrivains russes comme Joseph Brodsky, Alexandre Pouchkine, Vladimir Nabokov, Marina Tsvetaïeva, Sergueï Essenine, Mikhaïl Boulgakov, Sergueï Aksakov, Isaac Babel ou Iouri Trifonov.
Elle reçoit en 2000 le prix littéraire Piero Chiara et en 2001 le prix Bagutta pour La casa di ghiaccio (La Maison de glace).

## Œuvres traduites en français
- Le Bouton de Pouchkine, [« Il bottone di Puškin »], trad. de Jacques Michaut-Paternò, Paris, Éditions Plon, coll. « Feux croisés », 1998, 346 p.  (ISBN 2-259-18474-X)
- La Maison de glace : vingt petites histoires russes, [« La casa di ghiaccio : venti piccole storie russe »], trad. de Jacques Michaut-Paternò, Paris, Éditions Gallimard, coll. « Du monde entier », 2002, 223 p.  (ISBN 2-07-076120-7)

## Sources
- (it) Cet article est partiellement ou en totalité issu de l’article de Wikipédia en italien intitulé « Serena Vitale » (voir la liste des auteurs).